# Zaranie Śląskie
Zaranie Śląskie – kwartalnik poświęcony kulturze i historii Śląska, wydawany w latach 1907–2007 (z przerwami) w Cieszynie i Katowicach (w różnych okresach). W latach 1957–1992 był organem Śląskiego Instytutu Naukowego w Katowicach.

## Historia
Pierwszy numer ukazał się 15 października 1907 w Cieszynie, jego redaktorem był pisarz i etnograf Ernest Farnik. Oficjalnym wydawcą było wówczas Polskie Towarzystwo Ludoznawcze w Cieszynie. W początkowym okresie istnienia „Zarania Śląskiego” z pismem związani byli m.in. Maria Pilch, Andrzej Hławiczka, Józef Londzin, Jerzy Kubisz, Bernard Kotula i Jan Łysek.
Redaktorami pisma byli m.in.: Zdzisław Hierowski, Kazimierz Popiołek, Wilhelm Szewczyk, Marian Grzegorz Gerlich.
Artykuły poruszały tematykę związaną z folklorem, literaturą i historią Ziemi Śląskiej.
Wydawanie kwartalnika zawieszono w 1912. Ponownie zaczęto go wydawać w Katowicach w 1929.
W latach 2000–2007 ukazywało się jako „Zaranie Śląskie. Seria Nowa”, ale z numeracją roczników nawiązujących do wcześniejszych numerów.